# Stefan von Jankovich
Stefan von Jankovich (Boedapest, 25 januari 1920 - 23 januari 2002) was een Hongaarse/Zwitserse architect, kunstschilder, beeldhouwer en schrijver van boeken over spiritualiteit.

## Biografie
Jankovich werd rooms-katholiek opgevoed. Hij studeerde in Boedapest architectuur. Hij doceerde stedenbouw en ruimtelijke planning aan de Technische Universiteit in Boedapest. Tijdens de Hongaarse Opstand in 1956 was hij als vrijheidsstrijder een belangrijke figuur. Hij werd bij verstek ter dood veroordeeld vanwege zijn inzet voor de mensenrechten. Hij vluchtte met zijn gezin naar Zwitserland. Daar begon hij een nieuwe carrière. In Zürich en Lugano opende hij architectenbureaus. Hij bouwde kerken, woon- en kantoorgebouwen. Hij was ook belast met stedenbouwkundige en archtectonische werkzaamheden voor nieuwe steden. Daarnaast was hij artistiek actief : Hij ontwierp mozaieken, grafische afbeeldingen en aquarellen. Als sporter was hij vooral bekend als zeiler en winnaar van diverse zeilkampioenschappen
Een ernstig auto-ongeluk in september 1964 betekende het centrale keerpunt in zijn leven. Zijn Bijna-doodervaring maakte hem in esoterische zin tot een ingewijde. Een van zijn uitspraken was : "Tot ik leefde was ik onder u voor God. Ik ben bij God geweest sinds ik thuiskwam". Sindsdien heeft hij geprobeerd om zijn ervaringen over te brengen aan het publiek in tal van boeken, artikelen en lezingen. Zijn boek Ik was klinisch dood - Mijn mooiste ervaring! verscheen in 1984 en werd vertaald in 8 talen. Andere boeken volgden, waardoor hij een filosoof en spiritueel leraar werd, ook omdat hij zijn spirituele ervaring op een wetenschappelijke basis benaderde en bestudeerde. In 1984 richtte hij het Forum Homo Harmonicus op in Zürich, een basis voor zijn eigen intellectuele en spirituele werk en een ontmoetingsplaats voor geïnteresseerde mensen.

### Boeken in Nederlandse vertaling
- Ik was klinisch dood - Mijn mooiste ervaring! (1984)

### Duitstalige boeken
- Leben und Tod - Gedanken nach erlebtem klinisch toten Zustand (1981)
- Ich war klinisch tot. Der Tod - Mein schönstes erlebnis (1984)
- In der Welt von Osiris-Isis-Horus - Gedanken + Meditationen (1986)
- Esoterische Visionen - Bilder und Texte zum Nachdenken (1986)
- Die energetische Struktur des Menschen (1990)
- Reinkarnation als Realität (1992)
- Schulplanet Erde - 108 Gedanken für ein besseres Leben - Band I (1997)
- Schulplanet Erde - 108 Gedanken für ein besseres Leben - Band II (1997)
- Kontakte mit dem Licht - über Gebet und Meditation (2001)